# Kobylin (gmina)
Pour les articles homonymes, voir Kobylin (homonymie).
Kobylin est une gmina mixte du powiat de Krotoszyn, Grande-Pologne, dans le centre-ouest de la Pologne. Son siège est la ville de Kobylin, qui se situe environ 14 km à l'ouest de Krotoszyn et 81 km au sud de la capitale régionale Poznań.
La gmina couvre une superficie de 112,37 km2 pour une population de 8 039 habitants en 2006.

## Géographie

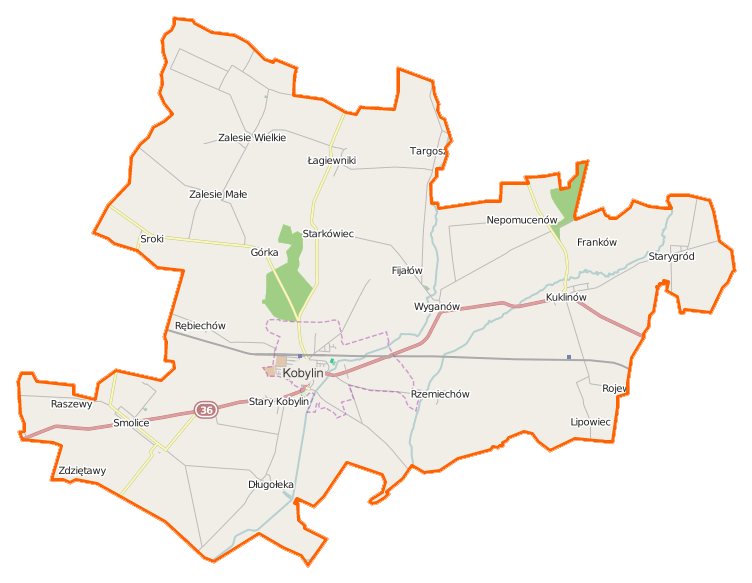
Plan de la gmina.

Outre la ville de Kobylin, la gmina inclut les villages et les localités de :
- Berdychów
- Długołęka
- Fijałów
- Górka
- Kuklinów
- Łagiewniki
- Nepomucenów
- Raszewy
- Rębiechów
- Rojew
- Rzemiechów
- Smolice
- Sroki
- Starkówiec
- Stary Kobylin
- Starygród
- Wyganów
- Zalesie Małe
- Zalesie Wielkie
- Zdziętawy

### Gminy voisines
La gmina de Kobylin est bordée des gminy de :
- Jutrosin
- Koźmin Wielkopolski
- Krotoszyn
- Pępowo
- Pogorzela
- Zduny

## Structure du terrain
D'après les données de 2002 la superficie de la commune de Kobylin est de 112,37 km2, répartis comme tel :
- terres agricoles : 80 %
- forêts : 11 %

La commune représente 15,73 % de la superficie du powiat.

## Démographie
Données du 30 juin 2004 :
| Description        | Total  | Total | Femmes | Femmes | Hommes | Hommes |
| ------------------ | ------ | ----- | ------ | ------ | ------ | ------ |
| Unité              | Nombre | %     | Nombre | %      | Nombre | %      |
| population         | 8 022  | 100   | 4 016  | 50,1   | 4 006  | 49,9   |
| Densité (hab./km²) | 71,4   | 71,4  | 35,7   | 35,7   | 35,7   | 35,7   |